# Kasia Gruchalla-Wesierski
Kasia Gruchalla-Wesierski, née le 31 mars 1991 à Montréal (Québec), est une rameuse canadienne, médaillée d'or en huit féminin aux Jeux olympiques d'été de 2020.

## Carrière
Née à Montréal, elle grandit à Calgary.
Après avoir du abandonner la ski alpin à cause d'une fracture à la jambe, elle se tourne vers l'aviron en 2014 et fait ses débuts internationaux pendant l'étape de Lucerne de la Coupe du monde d'aviron 2018.
Aux Championnats du monde 2019, elle fait partie de l'embarcation de huit qui termine 4e de la finale et permet au Canada de se qualifier pour les Jeux de 2020.
Un mois avant les Jeux olympiques d'été de 2020, elle est opérée d'une fracture de la clavicule après une chute de vélo lors d'un entraînement. Ayant finalement récupéré, elle intègre l'équipe de huit féminin pour les Jeux qui remporte l'or olympique en 5 min 59 s 13.
Au Jeux olympiques de Paris en 2024, l'équipe dont elle fait partie, soit l'équipage du huit de pointe féminin, a remporté la médaille d'argent au Stade nautique de Vaires-sur-Marne. Son équipage était composé de d’Abby Dent, Kristina Walker, Sydney Payne, Avalon Wasteneys, Maya Meschkuleit, Caileigh Filmer, Jessica Sevick et de Kristen Kit.